# Karlovice (Bruntáli járás)
Karlovice (németül: Karlsthal) község Csehországban, Bruntáli járásban. Karlovice Široká Niva, Vrbno pod Pradědem, Holčovice, Hošťálkovy és Krasov településekkel határos. Lakosainak száma 982 fő (2024. január 1.).

## Népesség
A település lakosságának változását az alábbi diagram mutatja:
| Lakosok száma | 2616 | 2491 | 2026 | 1062 | 1037 | 1148 | 1014 | 992  | 1024 | 982  |
|               | 1869 | 1890 | 1921 | 1950 | 1980 | 2001 | 2017 | 2019 | 2022 | 2024 |